# Lepena (Serbia)
Lepena (cyr. Лепена) – wieś w Serbii, w okręgu zajeczarskim, w gminie Knjaževac. W 2011 roku liczyła 95 mieszkańców.